# Golfo dell'Asinara
Il golfo dell'Asinara (in sassarese: golfu di l'Asìnara) si trova nel mare della Sardegna nord-occidentale (in provincia di Sassari) compreso tra l'omonima isola a nord, Punta scorno (Asinara) a ovest e capo Testa a est per un totale di 172,5 km.

## Le spiagge
Il litorale ė disseminato di spiagge alcune lunghe anche diversi chilometri, tra le più famose partendo da Stintino verso Badesi ricordiamo: La Pelosa, Le Saline, Ezzi Mannu e Fiume Santo (sono tre diverse spiagge unite insieme per formare un'unica spiaggia), le piccole spiaggette all'interno di Porto Torres (come la spiaggia di Balai), la spiaggia di Platamona lunga diversi chilometri, arrivando poi alle spiagge di Lu Bagnu (Castelsardo), per chiudere con le spiagge di Valledoria, Badesi, Trinità d'Agultu e Vignola e l'Isola Rossa.

## Canyon di Castelsardo
Il canyon sottomarino di Castelsardo è una profonda gola sul fondo del mare che dal centro del golfo dell'Asinara scende dalla scarpata continentale in direzione nord-ovest.

## Curiosità
Il 28 giugno 2012 il relitto della corazzata italiana Roma (nave da battaglia 1940) è stato rinvenuto nel golfo dell'Asinara dopo decenni di ricerche.

## Galleria d'immagini

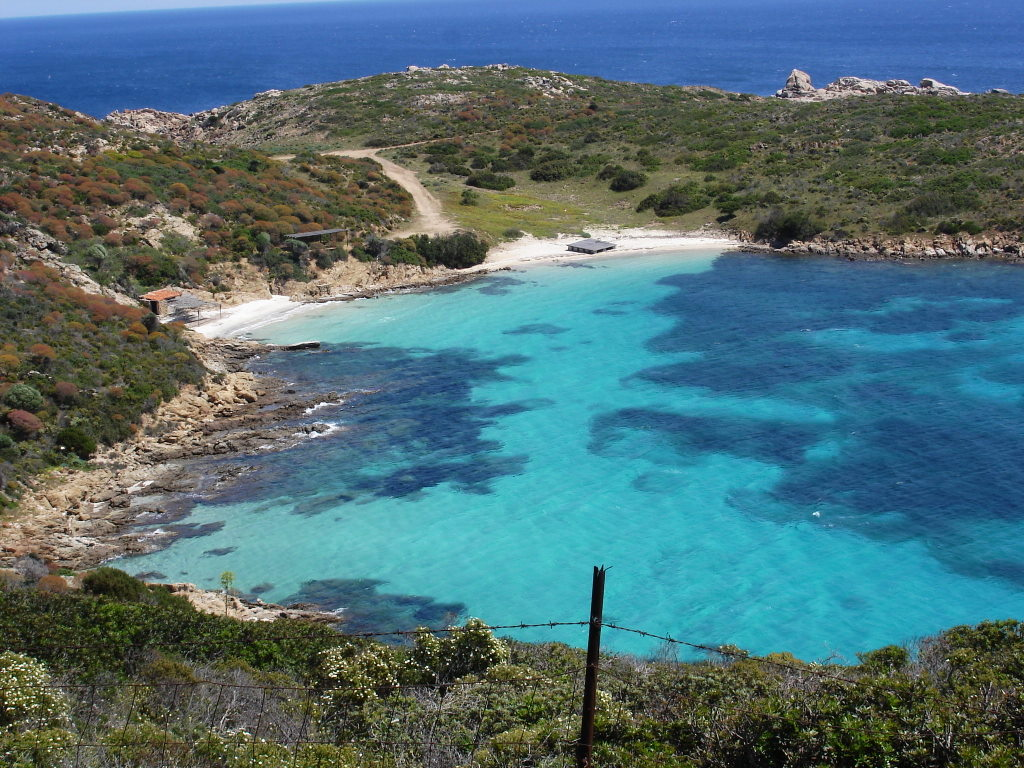
Cala Sabina, Asinara Porto Torres
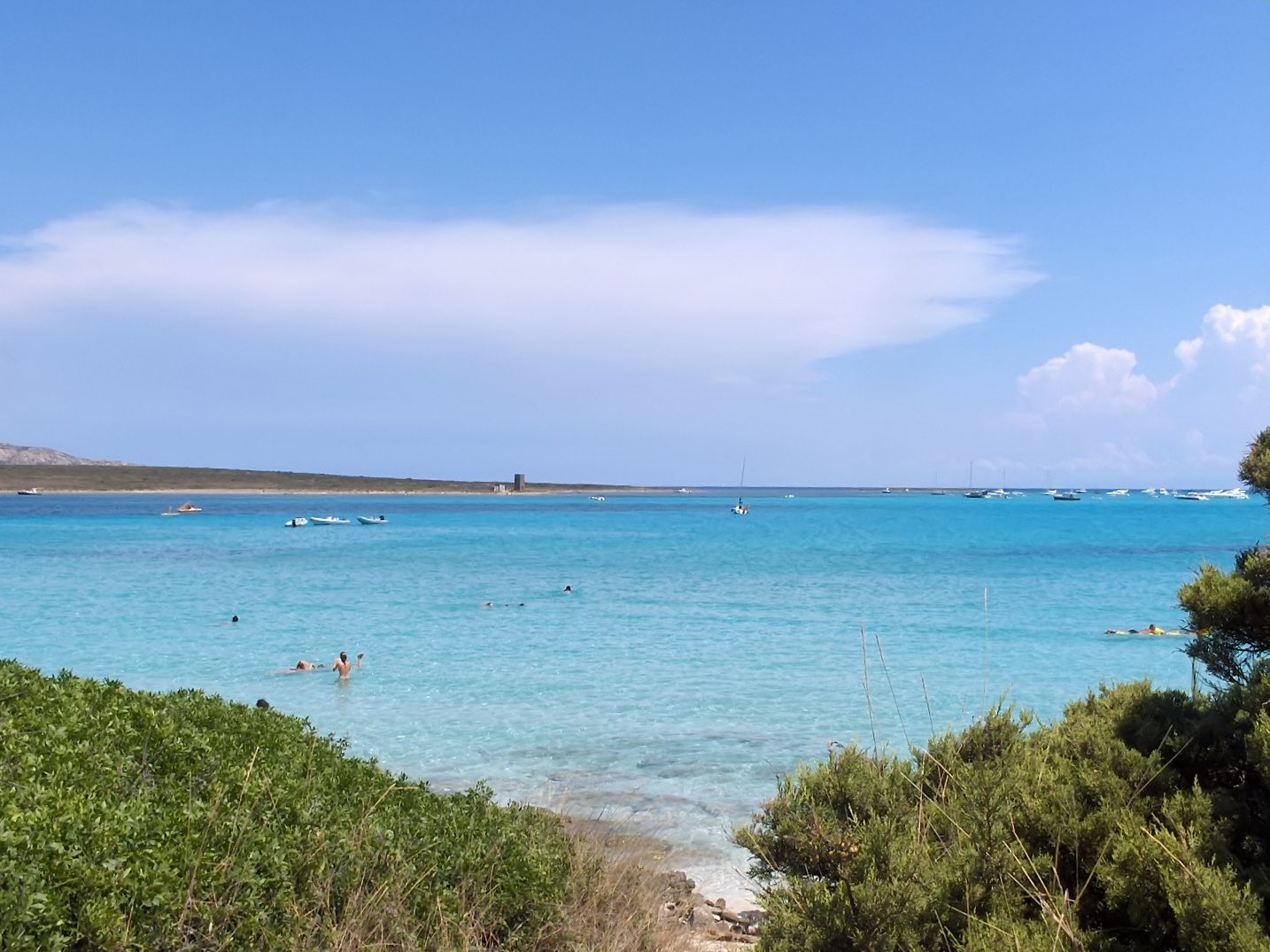
La Pelosa, Stintino
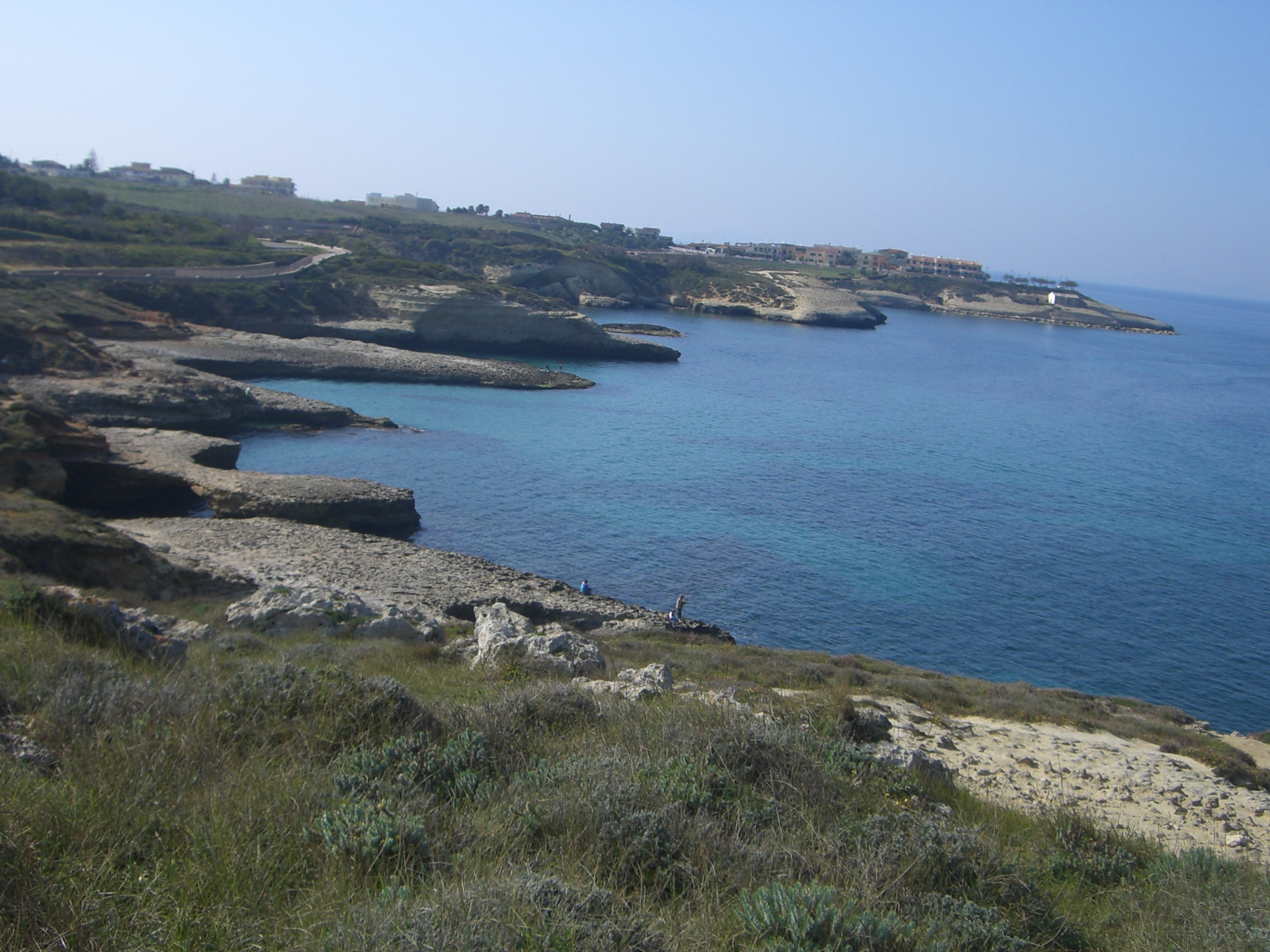
La costa turritana, Porto Torres
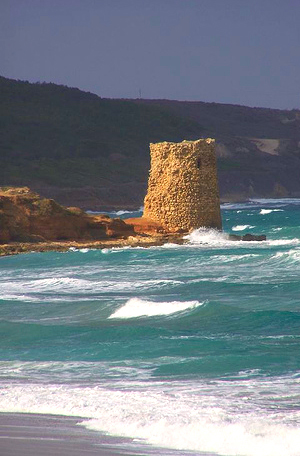
La torre di Abbacurrente, Porto Torres
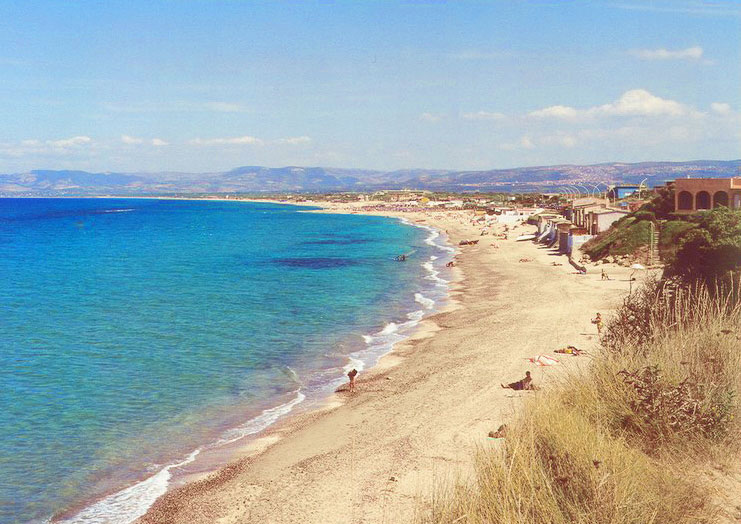
Platamona, Sassari, Porto Torres, Sorso
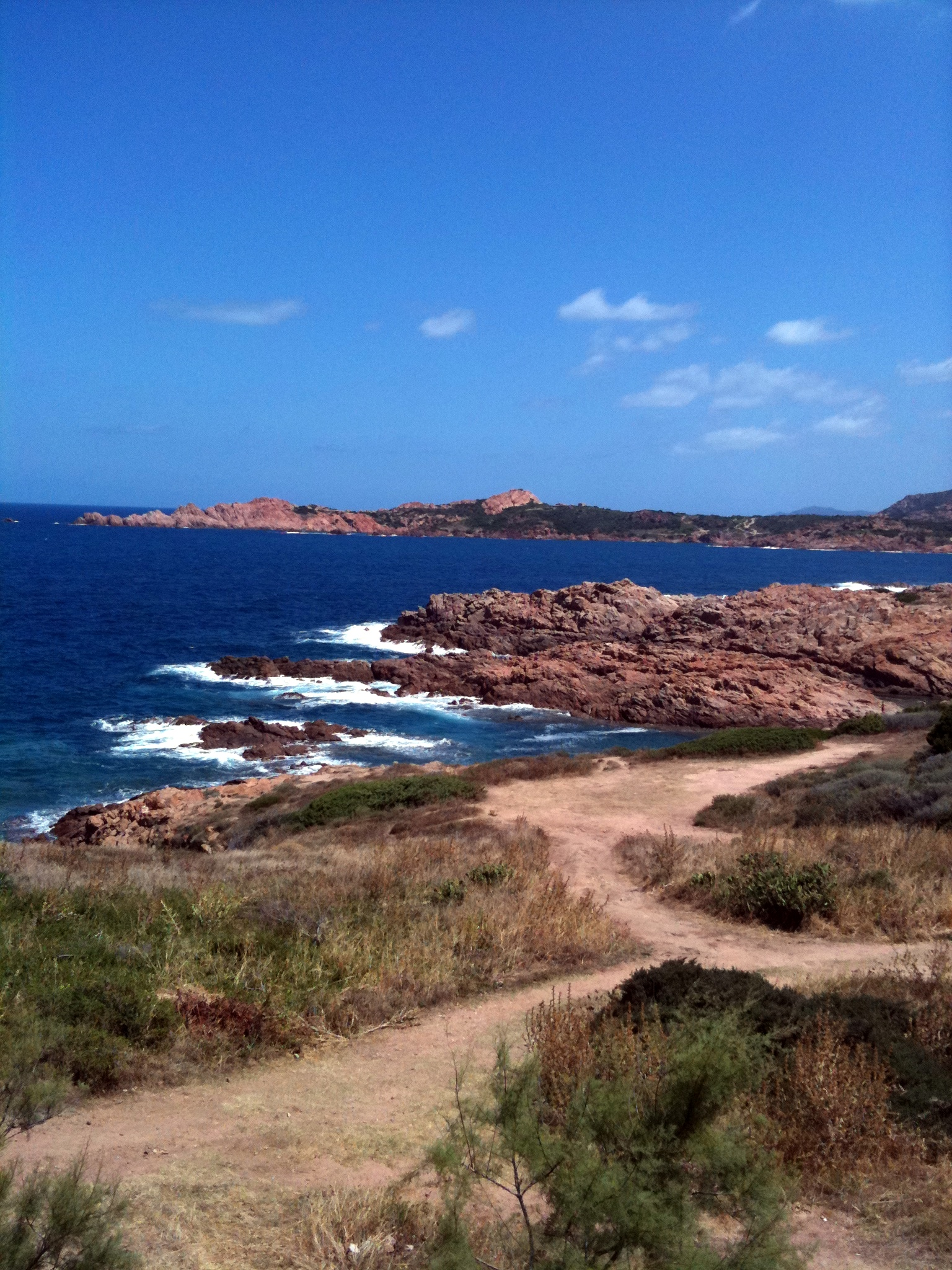
Isola Rossa, Trinità d'Agultu e Vignola
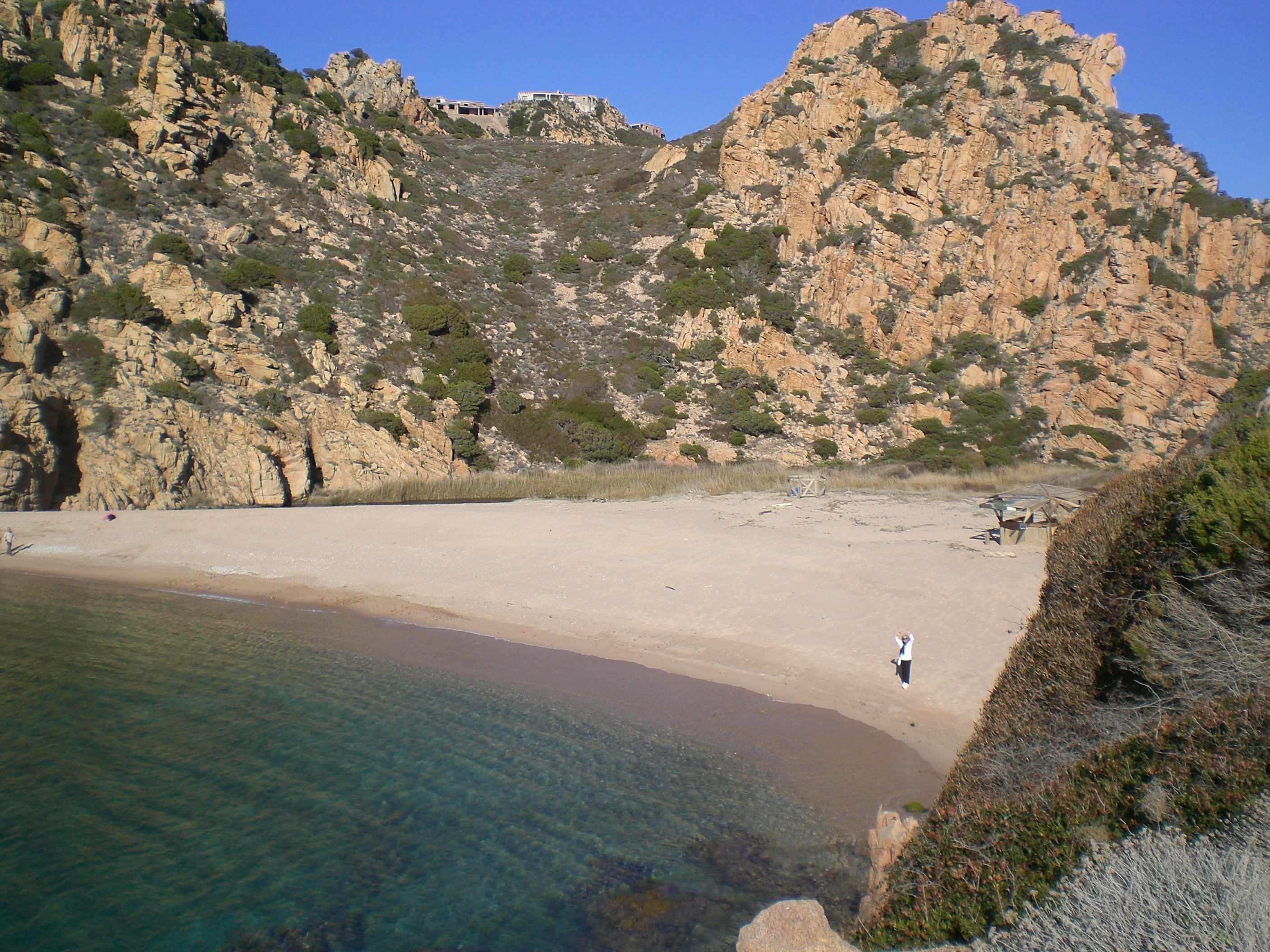
Costa Paradiso, Trinità d'Agultu e Vignola
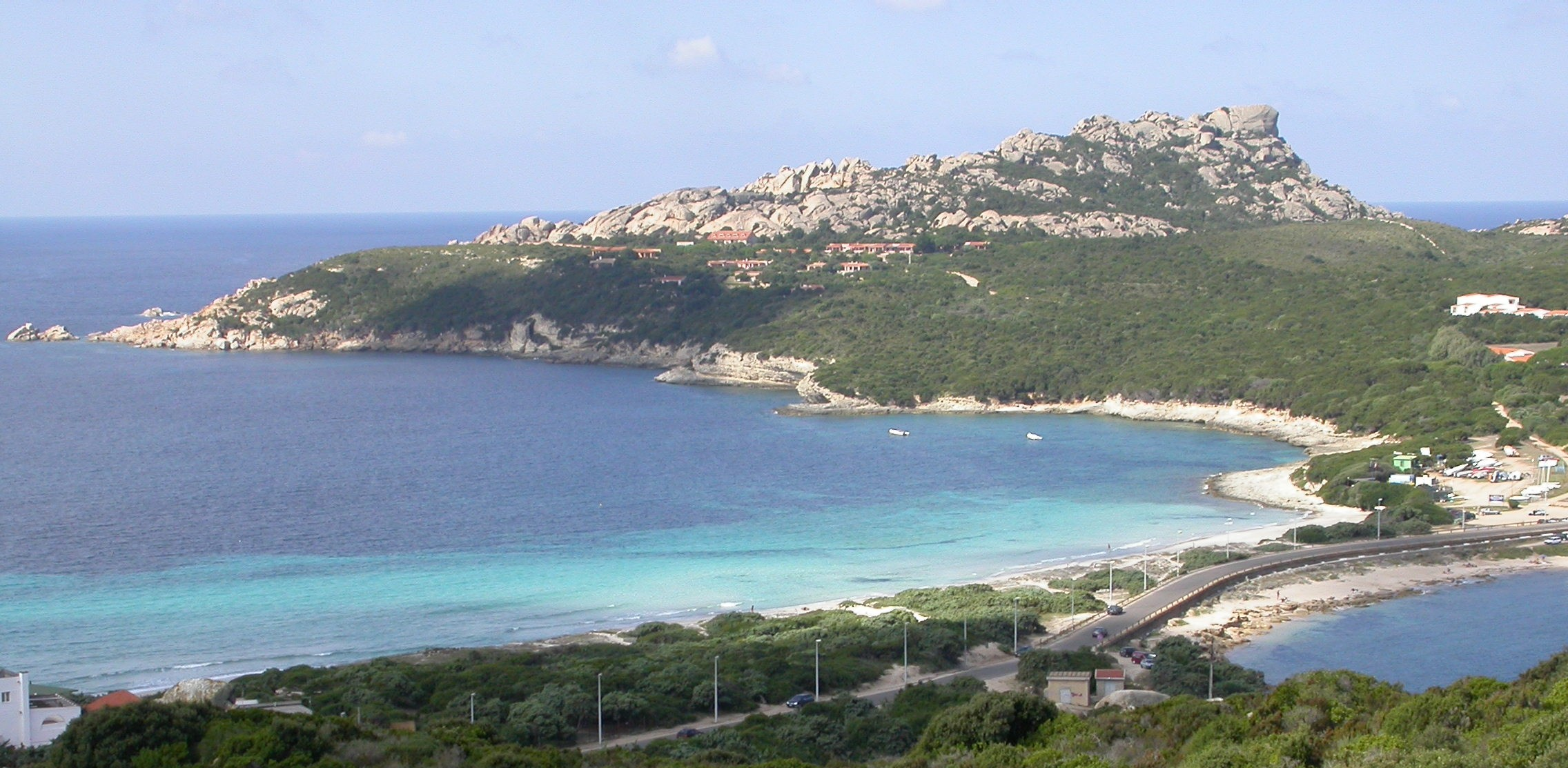
Capo Testa, Santa Teresa Gallura
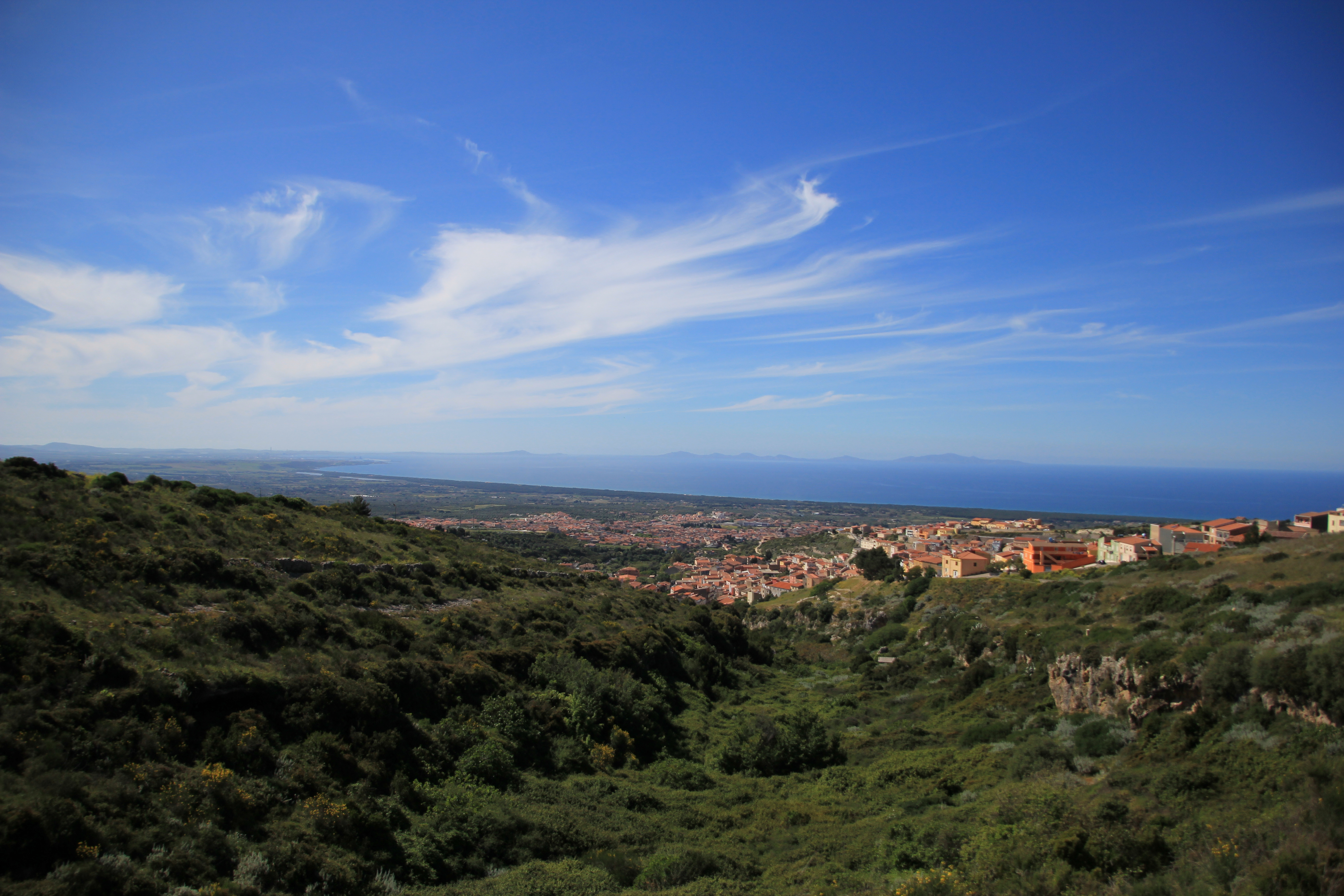
Vista dal territorio di Sennori